# PGC 10345
LEDA/PGC 10345 ist eine Spiralgalaxie im Sternbild Perseus am Nordsternhimmel. Sie ist schätzungsweise 212 Millionen Lichtjahre von der Milchstraße entfernt und hat einen Durchmesser von etwa 45.000 Lichtjahren. Vom Sonnensystem aus entfernt sich das Objekt mit einer errechneten Radialgeschwindigkeit von näherungsweise 4.600 Kilometern pro Sekunde.

## Galaktisches Umfeld
| Nr. | Galaxie          | Alternativname          | Rek           | Dek           | Distanz/asec |
| --- | ---------------- | ----------------------- | ------------- | ------------- | ------------ |
| →   | LEDA/PGC 10345   | CGCG 539-087            | 02h43m54.48s  | +41d26m40.5s  | 0            |
| 1   | LEDA/PGC 10312   | UGC 2194                | 02h43m26.66s  | +41d24m24.4s  | 341.47       |
| 2   | NGC 1040/1053    | LEDA/PGC 10298          | 02h43m12.44s  | +41d30m02.2s  | 513.55       |
| 3   | LEDA/PGC 213068  | 2MASX J02431215+4130522 | 02h43m12.199s | +41d30m52.17s | 538.04       |
| 4   | LEDA/PGC 3087893 | 2MASX J02440658+4138477 | 02h44m06.591s | +41d38m48.39s | 740.22       |
| 5   | LEDA/PGC 2182804 | 2MASX J02424050+4132556 | 02h42m40.506s | +41d32m55.67s | 911.78       |
| 6   | LEDA/PGC 2185547 | 2MASX J02435462+4142336 | 02h43m54.60s  | +41d42m33.7s  | 953.35       |